# Prymorśk (obwód zaporoski)
Prymorśk (ukr. Примо́рськ) – miasto w południowo-wschodniej części Ukrainy pod okupacją rosyjską, w obwodzie zaporoskim, siedziba władz rejonu prymorskiego. Leży nad Zatoką Berdiańską Morza Azowskiego.

## Historia
Status miasta od 1967.
W 1989 liczyło 13 965 mieszkańców.
W 2013 liczyło 12 208 mieszkańców.